# Autoroute A63 (Francia)
La autoroute A63 es una autopista francesa que une Burdeos con la frontera española en Irún/Biriatou. Cuenta con dos secciones, uno en el norte desde Pessac (cerca de Burdeos hasta Belin-Beliet que es gratuita, y la otra sección al sur desde Saint-Geours-de-Maremne (Landes) hasta Biriatou forma parte de la red de autopistas de peaje de Autoroutes du Sud de la France. La Route nationale 10, una vía rápida estatal de unos 100 km que une las dos secciones. En enero de 2011 la empresa Atlandes obtuvo una concesión de 40 años a cambio de una modernización de esta sección de vía rápida y la ampliación de 2 a 3. Tiene una longitud de 206 km aproximadamente.

## Salidas
| Número de Salida                           | Nombre de Salida | Carretera que enlaza |
| ------------------------------------------ | --- | -------------------- |
| Frontera con España                        | Enlace con Autopista del Cantábrico | AP-8                 |
| 1                                          | Biriatou Hendaya, Biriatou | D 811                |
| Peaje de Biriatou                          | |                      |
|                                            | Área de descanso de Urrugne (sentido España > Burdeos)                                                                                       |                      |
| 2 (km 8)                                   | San Juan de Luz Sur, Urrugne, Ciboure, Hendaye-plage, Col d'Ibardin                                                                          | D 810                |
| Coches Camiones                            | Burdeos > España |                      |
| 3 (km 13)                                  | hacia San Juan de Luz Norte, Ascain, Guéthary, Bidart, Saint-Pée-sur-Nivelle                                                                 | D 810                |
|                                            | Túnel de Guéthary |                      |
|                                            | Área de Servicio de Bidart (ambos sentidos)                                                                                                  |                      |
| Peaje de La Négresse 4 (km 22)             | hacia Biarritz, Bidart, Aéroport de Biarritz-Porme, Saint-Pée-sur-Nivelle                                                                    | D 810                |
| 5 ‘‘(km 27)                                | hacia Bayona (Saint Leon) , Anglet, Cambo-les-Bains, San Juan Pie de Puerto                                                                  |                      |
|                                            | Túnel de Saint-Pierre-d'Irube |                      |
| (km 31)                                    | Hacia A64 (Toulouse, Pau Peaje) ; Otras ciudades Bayonne (Mousserolles) , Saint-Pierre-d'Irube , Centre de fret , Mougerre , Hasparren       | A64 E-80             |
| Tramo gratuito desde la salida 5.1 hasta 6 | |                      |
| 6 (km 33)                                  | hacia Pau por RD, Bayonne (Saint Esprit) , Orthez, Peyrehorade por RD                                                                        | D 817                |
| Tramo de peaje desde la salida 6 hasta 9   | |                      |
| Límite territorial                         | Entre departamentos de Pyrénées-Atlantiques (64) y Landes (departement) (40).                                                                |                      |
| 7 (km 39)                                  | hacia Labenne, Ondres, Boucau, Tarnos, Port de Bayonne - Rive droite                                                                         |                      |
|                                            | Área de Servicio de Labenne (ambos sentidos)                                                                                                 |                      |
| Peaje de Bénesse-Maremne 8 ‘‘(km 49)       | Capbreton, Hossegor, Labenne, Saint-Vincent-de-Tyrosse                                                                                       |                      |
|                                            | Área de descanso de Saubion (ambos sentidos)                                                                                                 |                      |
| 9 (km 66)                                  | hacia Mont-de-Marsan, Dax | D 824                |
| 10 (km 67)                                 | hacia Saint-Vincent-de-Tyrosse, Soustons, Vieux-Boucau, Peyrehorade, Seignosse, Saint-Geours-de-Maremne                                      | D 810                |
| 11 (km 75)                                 | hacia Magescq, Messanges, Léon, Vieux-Boucau, Moliets-et-Maa                                                                                 |                      |
|                                            | ambos sentidos |                      |
|                                            | Área de descanso de de Magescq (ambos sentidos)                                                                                              |                      |
| 12 (km 88)                                 | hacia Castets, Vielle-Saint-Girons, Moliets-et-Maa, Léon, Dax                                                                                |                      |
|                                            | Área de Servicio de l'Océano (ambos sentidos)                                                                                                |                      |
| 13 (km 101)                                | hacia Lesperon, Tartas, Lit-et-Mixe |                      |
| 14 (km 111)                                | hacia Onesse-et-Laharie, Morcenx, Mimizan, Contis-Plage                                                                                      |                      |
|                                            | Área de descanso de d’Onesse-et-Laharie |                      |
| 15 (km 123)                                | hacia Escource, Écomusée de Marquèze, Sabres                                                                                                 |                      |
| 16 (km 129)                                | hacia Labouheyre, Mimizan |                      |
|                                            | ambos sentidos |                      |
|                                            | Área de descanso de Labouheyre |                      |
| 17 (km 143)                                | hacia Biscarrosse, Liposthey, Parentis-en-Born                                                                                               |                      |
|                                            | Área de Servicio de Porte des Landes (ambos sentidos)                                                                                        |                      |
|                                            | ambos sentidos |                      |
| 18 (km 154)                                | Le Muret hacia Saugnacq-et-Muret, Porque natural regional de los Landes de Gascogne, Mont-de-Marsan                                          | D 834                |
| Límite territorial                         | Entre departamentos de Landes (departement) (40) y Gironde (33)                                                                              |                      |
| 20 (km 159)                                | hacia Belin-Béliet | D 834                |
|                                            | Área de descanso de Lugos |                      |
| Tramo gratuito entre 21 y Burdeos A 630    | |                      |
| 21 (km 169)                                | Salles hacia Belin-Béliet, Salles, Z.I. Belin-Béliet                                                                                         |                      |
| 22 y                                       | Bassin d'Arcachon, Biscarosse | A 660                |
| 23 (km 184)                                | hacia Lacanau de Mios, Le-Barp, Marcheprime                                                                                                  |                      |
|                                            | Área de descanso de des Gargails |                      |
| 24 (km 194)                                | hacia Saucats, Saint-Jean-d'Illac | D 211                |
|                                            | Área de Servicio de Burdeos - Cestas |                      |
|                                            | camiones sentido Burdeos > España |                      |
| 25 (km 199)                                | hacia Cestas |                      |
| 26b (km 204)                               | hacia Canéjan, Z.I Canejan-Granet |                      |
| 26 / 26a ‘‘(km 204)                        | hacia Canéjan-centre, Z.I Canejan-Granet, Z.I Pessac, Gradignan                                                                              |                      |
|                                            | sentido España > Burdeos |                      |
|                                            | hacia A 10 (Paris) y A 89 (Lyon) y Libourne, Burdeos, Domaine Universitaire, Talence ; Aeropuerto de Burdeos - Mérignac, Pessac, Burdeos-Lac | A 630                |